# Маклийн (окръг, Илинойс)
Вижте пояснителната страница за други значения на Маклийн.
Окръг Маклийн (на английски: McLean County) е окръг в щата Илинойс, Съединени американски щати. Площта му е 3072 km², а населението - 150 433 души (2000). Административен център е град Блумингтън.